# San Carlos de Bariloche
San Carlos de Bariloche (detta anche semplicemente Bariloche) è una città dell'Argentina con una popolazione di circa 110.000 abitanti. Si trova nella provincia del Río Negro, nella Patagonia nord-occidentale, ai piedi delle Ande, sulle sponde del lago Nahuel Huapi, circondata dai monti Tronador, Cerro Catedral e Cerro López. È una famosa stazione sciistica, ma offre anche altre attività quali sport acquatici, trekking e alpinismo. È nota come la Svizzera argentina. È anche nota come la località di nascita di “Patty”, protagonista della famosa soap opera argentina “Il mondo di Patty”.

## Toponimo
Il nome Bariloche deriva dal termine Mapuche, che significa "popolo che abita dietro la montagna". Fondata originariamente da italiani, provenienti in gran parte dalla provincia di Belluno intorno al 1895, prende il proprio nome da Carlos Wiederhold, il quale aprì un piccolo negozio in prossimità dell'attuale centro cittadino dopo aver attraversato le Ande dal Cile. Nelle lettere a lui indirizzate, veniva chiamato erroneamente San Carlos invece che Don Carlos, il che spiega il motivo per cui la città fu chiamata San Carlos de Bariloche. La città è inserita in un paesaggio dal tipico aspetto alpino.

## Storia
Bariloche fu fondata ufficialmente il 3 maggio 1902, tramite un decreto del ramo esecutivo del Governo Nazionale. Nel 1909 la cittadina contava 1.250 abitanti e vi erano il telegrafo, l'ufficio postale e una strada che la collegava con Neuquén. Tra gli immigrati italiani, v’è da segnalare l’opera del bellunese Primo Capraro (1875-1933), giunto in zona nel 1903; ottenute dal Governo vaste concessioni, aprì dapprima segherie per la lavorazione del legname, quindi si diede ad un’intensa attività edilizia che mutò il volto del paese dandovi grande sviluppo.

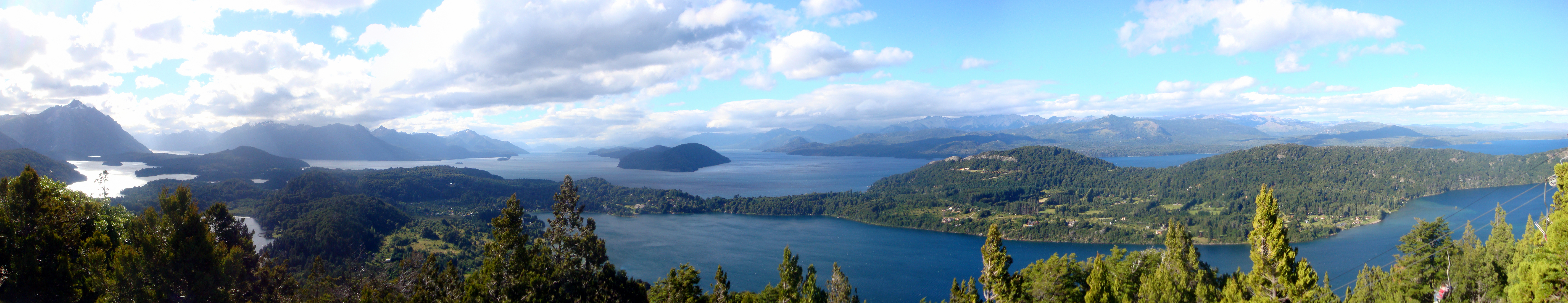
San Carlos de Bariloche e il Lago Nahuel Huapi in estate

Successivamente le sue attività imprenditoriali si svilupparono alle ferrovie e alla creazione di una piccola flotta di imbarcazioni a vapore per la circostante navigazione fluviale. Ricoprì infine anche gli incarichi di rappresentante consolare e corrispondente di diversi giornali. Un suo busto in bronzo posto sulle rive del lago lo ricorda tuttora a San Carlos de Bariloche.
Tra il 1937 e il 1942 il Direttivo dei Parchi Nazionali portò avanti una serie di opere urbanistiche che conferirono alla città l'attuale caratteristica bellezza. Fra di esse si ricordano la costruzione dell'hotel Llao Llao e della cattedrale e la realizzazione del Centro Civico, cuore della vita cittadina in quanto sede dei principali servizi pubblici quali la biblioteca, il teatro, il museo, il municipio, l'ufficio postale, la stazione di polizia e la dogana.
Nel secondo dopoguerra Bariloche divenne la meta preferita da ex gerarchi e collaborazionisti del regime nazista in fuga dall'Europa, grazie all'operato dell'organizzazione ODESSA. Inizialmente si ritenne, erroneamente, che anche Adolf Eichmann, il burocrate dello sterminio ebraico, avesse dimorato per un paio di anni nella città di Bariloche; tuttavia la cosa non fu mai dimostrata, né egli lo dichiarò mai durante il suo processo.  Nel 1995, Bariloche fece notizia sulla stampa internazionale quando divenne noto come rifugio per criminali di guerra nazisti, come l'ex SS Hauptsturmführer Erich Priebke e l'ufficiale delle SS Reinhard Kopps, noto in Argentina come Juan Maler. Priebke era stato per molti anni direttore della Scuola Tedesca di Bariloche.
Nel suo libro del 2004 Bariloche nazi-guía turística, l'autore argentino Abel Basti afferma che Adolf Hitler ed Eva Braun hanno vissuto nei dintorni di Bariloche per molti anni dopo la seconda guerra mondiale. Basti disse che i nazisti argentini scelsero la tenuta di Inalco come rifugio di Hitler.
Un libro del 2011 Grey Wolf: The Escape of Adolf Hitler, degli autori britannici Simon Dunstan e Gerrard Williams, proponeva che Hitler ed Eva Braun fossero fuggiti da Berlino nel 1945 e si nascondessero all'Hacienda San Ramón, 10 chilometri (6 miglia) a est di Bariloche, fino ai primi anni sessanta. Questi resoconti sono contestati dalla stragrande maggioranza degli storici, che sostengono che Hitler ed Eva Braun si siano suicidati nel bunker di Berlino negli ultimi giorni della seconda guerra mondiale.

## Turismo
Il turismo, nazionale e internazionale, è la principale risorsa economica di Bariloche, durante tutto l'anno. La principale stazione sciistica si trova presso il Cerro Catedral. In estate, splendide spiagge come la Playa Bonita e Villa Tacul accolgono frotte di turisti e anche qualche coraggioso bagnante, in quanto le acque dei laghi sono sempre piuttosto fredde. Il lago Nahuel Huapi ha in estate una temperatura media di 14 °C. La stagione della pesca è un'altra grande attrazione.
Bariloche è la città più grande all'interno dell'enorme Distretto dei Laghi, ed è base e punto di partenza per molte escursioni nella regione. Il trekking nelle montagne circostanti, quasi totalmente disabitate e selvagge fatta eccezione per alcuni rifugi montani, è un'attività molto praticata. La città è famosa anche per la produzione di cioccolato.

## Aeroporto
La città è dotata di un aeroporto in grado di ricevere qualsiasi tipo di velivolo. Molte delle principali compagnie aeree argentine volano regolarmente su Bariloche, così come alcune compagnie internazionali dei paesi confinanti, specialmente durante la stagione sciistica.

## Galleria di fotografie

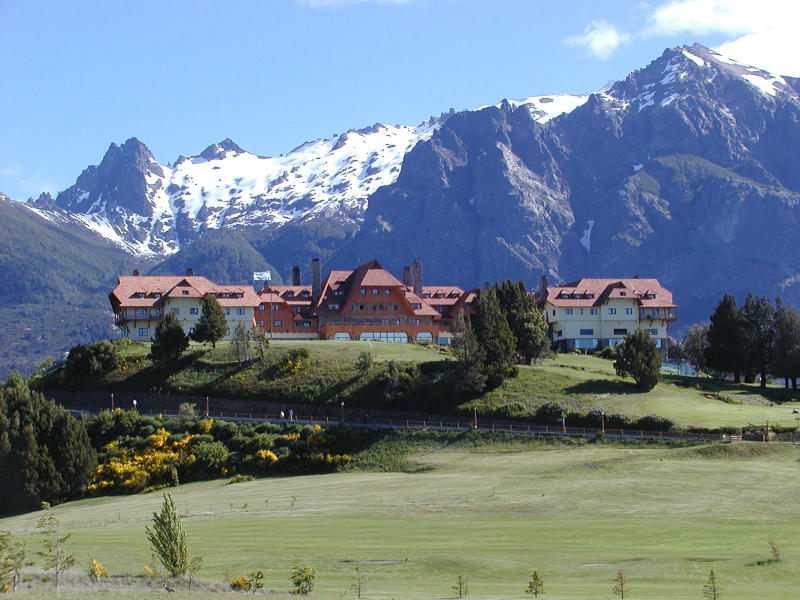
Hotel Llao Llao a Bariloche
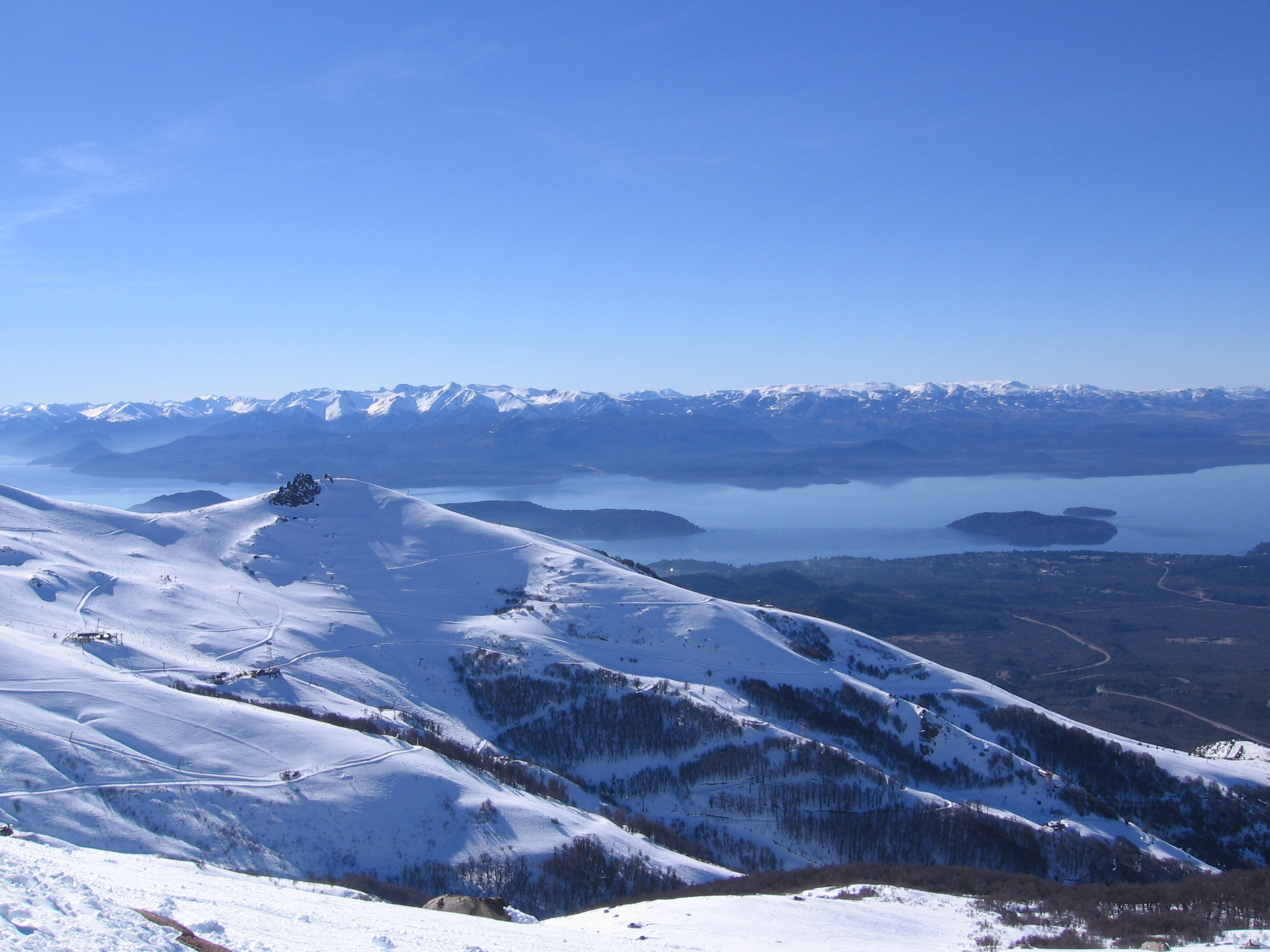
Il Cerro Catedral
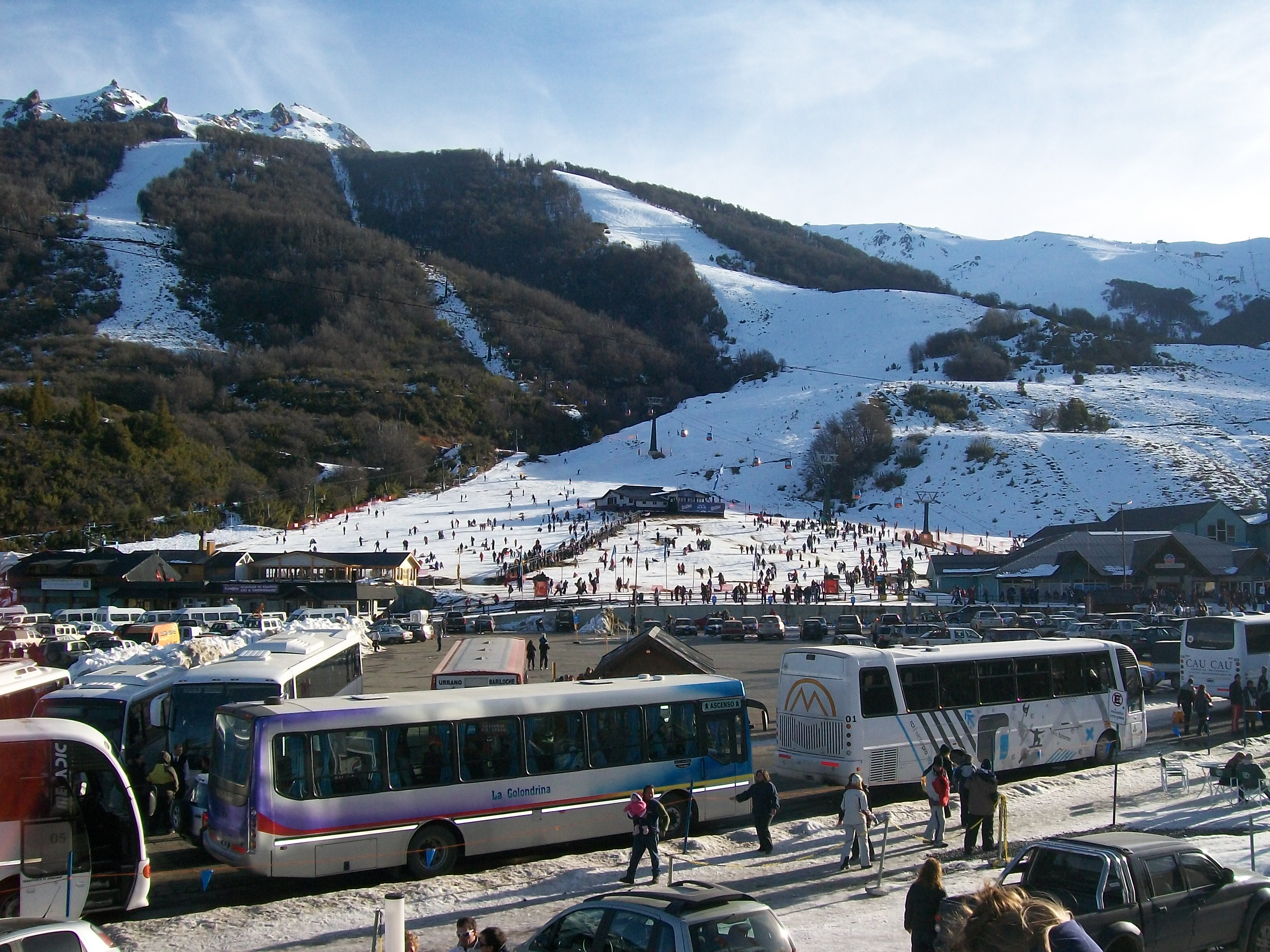
La base del Cerro Catedral e impianti sciistici
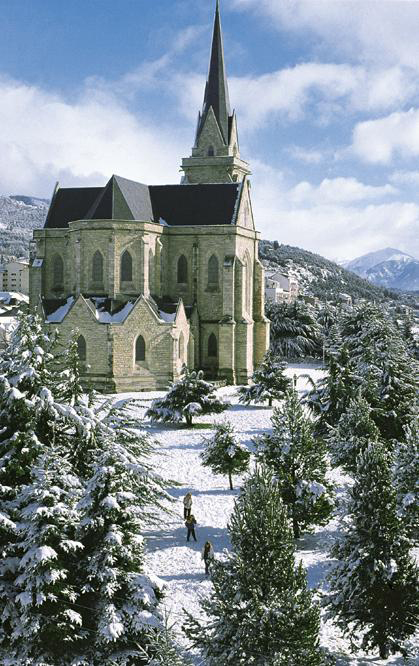
La cattedrale neogotica
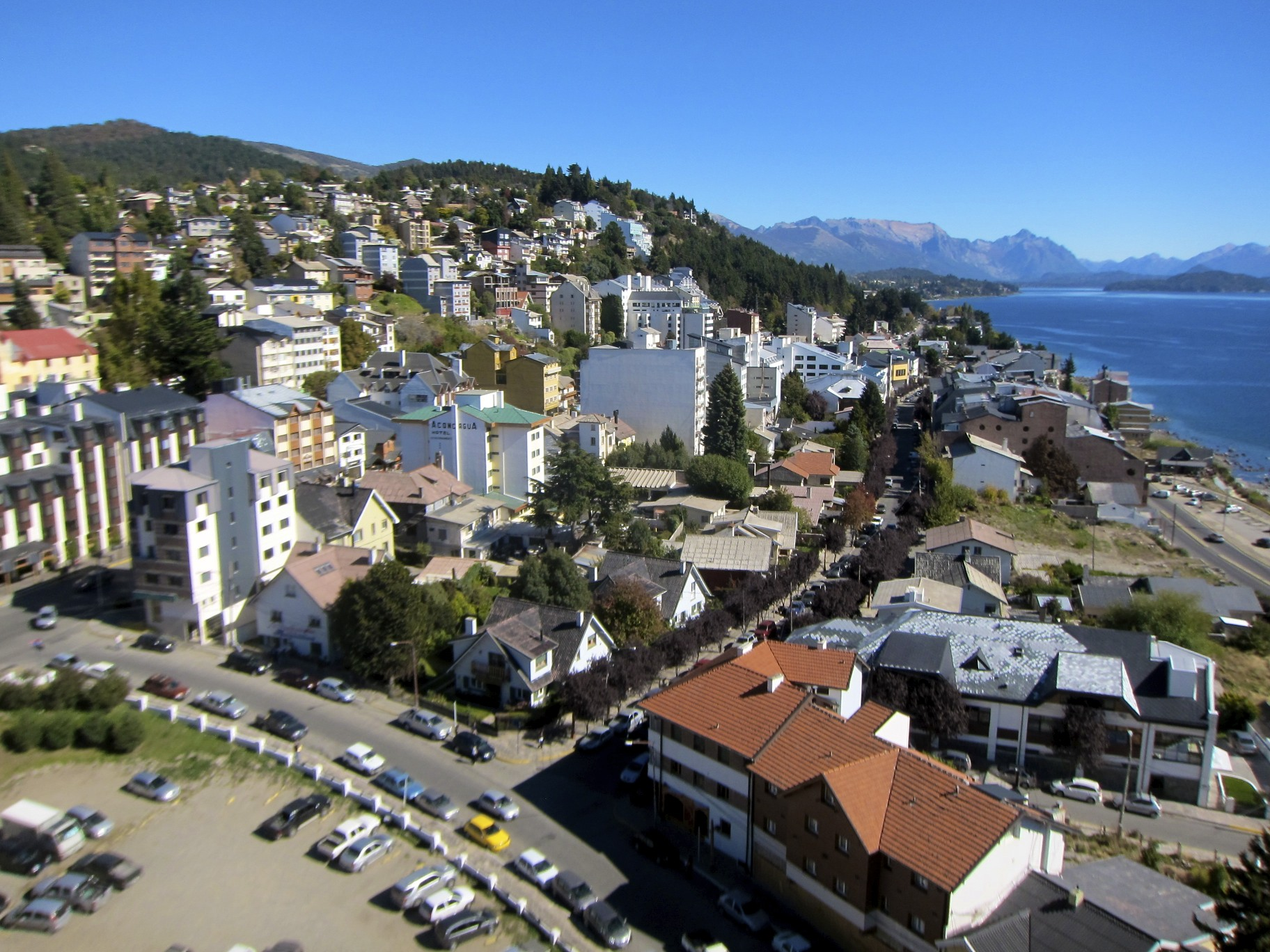
Vista della città
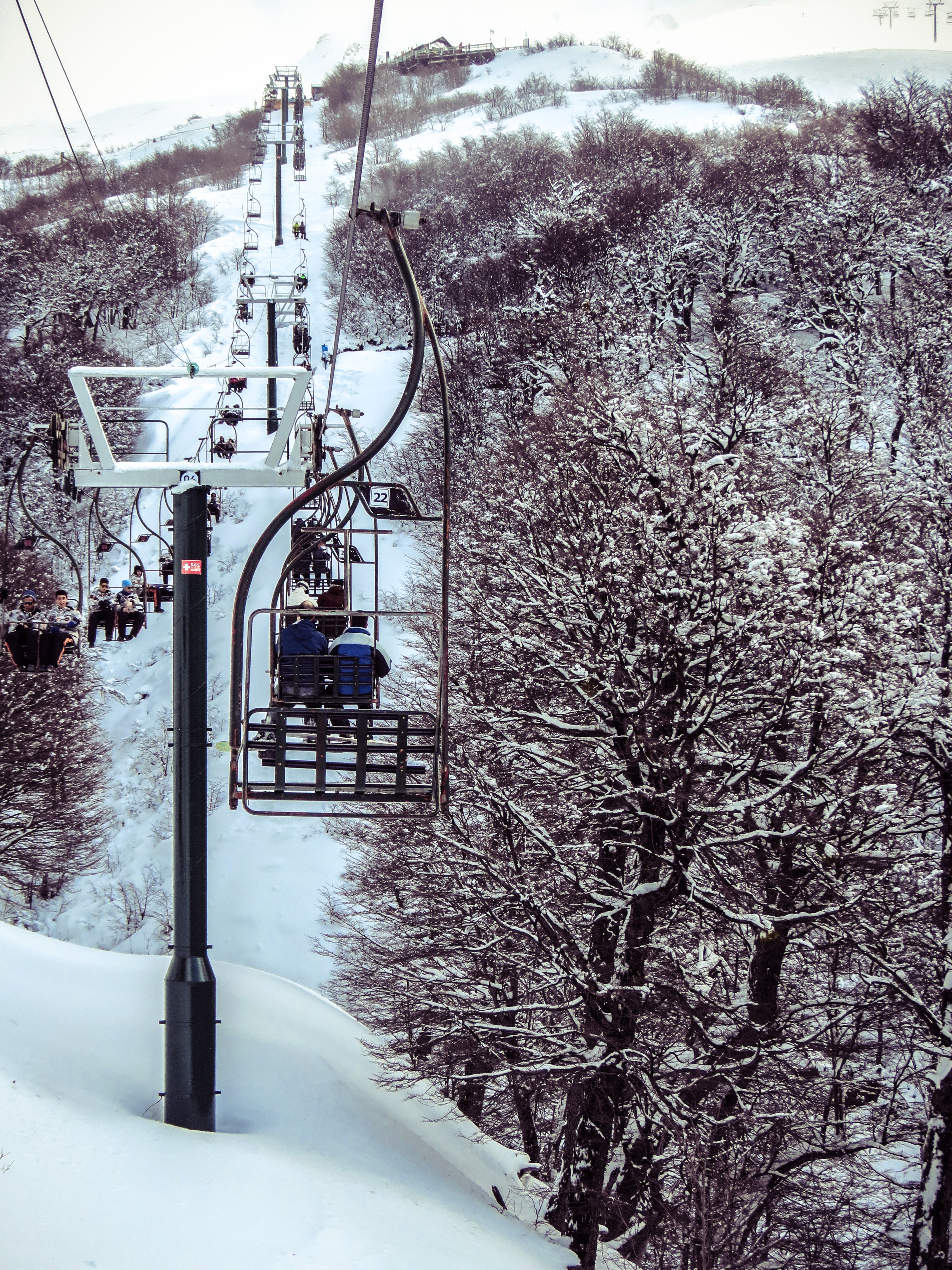
Seggiovia